# Allan Quatermain (novel·la)
Allan Quatermain és una novel·la de 1887 de H. Rider Haggard. És la seqüela de la novel·la de 1885 de Haggard Les mines del rei Salomó.

## Rerefons
Haggard va escriure el llibre durant les seves vacances d'estiu el 1885 immediatament després de les mines del rei Salomó. Es va prepublicar per primera vegada serialitzada a Longman's Magazine abans de publicar-se en novel·la.

## Resum de la trama
Al principi del llibre, l'únic fill d'Allan Quatermain havia mort i ell desitjava tornar al desert. Va persuadir sir Henry Curtis, el capità John Good i el cap zulú Umslopogaas perquè l'acompanyessin, i van partir de la costa de l'est d'Àfrica cap al territori dels Massais. Mentre s'allotjaven amb un missioner escocès, el senyor Mackenzie, es troben amb un grup de massais que van segrestar la filla del senyor Mackenzie. Els massais van exigixir la vida d'un dels membres del grup com a rescat, però ells en canvi van liderar un atac contra els massais, agafant-los per sorpresa i matant-los. A continuació, el grup va viatjar en canoa per un riu subterrani fins a un llac (que va resultar ser el llac sagrat de Zu-Vendis) al regne de Zu-Vendis més enllà d'una serralada de muntanyes. Els Zu-Vendi són una raça bèl·lica de persones de pell blanca aïllada d'altres races africanes; la seva capital s'anomena Milosis. En el moment de l'arribada del partit britànic, estaven governades conjuntament per dues germanes, Nyleptha i Sorais. Els sacerdots de la religió Zu-Vendi eren hostils als exploradors, ja que havien matat hipopòtams, animals sagrats per als Zu-Vendi, a la seva arribada, però les reines els van protegir.
Les dues germanes es van enamorar apassionadament de Curtis, però Curtis només estimava Nyleptha. Juntament amb el rebuig de Nyleptha al noble Nasta, el senyor d'un domini de les terres altes, va esclatar una guerra civil. Les forces de Sorais i Nasta van lluitar contra les de Nyleptha, Curtis i Quatermain. Després d'una batalla en què les forces de la reina Nyleptha van sortir victorioses tot i ser superades en nombre, la reina Nyleptha va ser amenaçada per la traïció dels sacerdots, que planejaven assassinar-la al seu palau abans del retorn del seu exèrcit. Umslopogaas i un guerrer lleial van aconseguir salvar-la defensant la porta principal del palau, mentre mataven als atacants, inclosos Nasta i el sacerdot en cap Agon, tot i que tots dos van ser ferits de mort. Derrotada i gelosa, Sorais es va treure la vida. Nyleptha i Curtis es van convertir en reina i rei, però Quatermain va morir per una ferida patida a la batalla protegint a Good.

## Recepció
El llibre Science-Fiction: The Early Years va dir sobre Allan Quatermain que el llibre era "una de les obres més reeixides de Haggard" i "la novel·la de raça perduda per excel·lència, configurant molts dels motius i patrons de ficció que es van convertir en part integral del subgènere".

## Adaptacions
King Solomon's Mines i Allan Quatermain van ser adaptats a la pel·lícula King Solomon's Treasure. Allan Quatermain també va ser adaptat a la pel·lícula Allan Quatermain a la ciutat perduda d'or.